# Стюарт Голден
Стюарт Алістер Голден (англ. Stuart Alistair Holden, нар. 1 серпня 1985, Абердин, Шотландія) — американський футболіст, що грав на позиції півзахисника.
Виступав за національну збірну США. У складі збірної — володар Золотого кубка КОНКАКАФ.

## Клубна кар'єра
У дорослому футболі дебютував 2005 року виступами за команду клубу «Сандерленд», в якій провів один сезон.
Своєю грою за цю команду привернув увагу представників тренерського штабу клубу «Х'юстон Динамо», до складу якого приєднався 2006 року. Відіграв за команду з Х'юстона наступні чотири сезони своєї ігрової кар'єри. Більшість часу, проведеного у складі «Х'юстон Динамо», був основним гравцем команди.
2010 року уклав контракт з клубом «Болтон Вондерерз», у складі якого провів наступні три роки своєї кар'єри гравця.
Протягом 2013 року на правах оренди захищав кольори команди клубу «Шеффілд Венсдей».
2013 року повернувся до клубу «Болтон Вондерерз», за який відіграв один сезон. Завершив професійну кар'єру футболіста 2014 року виступами за команду того ж клубу.

## Виступи за збірні
Протягом 2004—2008 років залучався до складу молодіжної збірної США. На молодіжному рівні зіграв у 18 офіційних матчах, забив 3 голи.
2009 року дебютував в офіційних матчах у складі національної збірної США. Протягом кар'єри у національній команді, яка тривала 5 років, провів у формі головної команди країни 26 матчів, забивши 3 голи.
У складі збірної був учасником розіграшу Золотого кубка КОНКАКАФ 2009 року у США, здобувши того року титул континентального віце-чемпіона, чемпіонату світу 2010 року у ПАР, розіграшу Золотого кубка КОНКАКАФ 2013 року у США, здобувши того року титул континентального чемпіона.
| Дата       | Місто                  | Господарі | Результат | Гості   | Турнір                            | Голи | Примітки |
| ---------- | ---------------------- | --------- | --------- | ------- | --------------------------------- | ---- | -------- |
| 04-07-2009 | Сіетл                  | США       | 4 – 0     | Гренада | Кубок КОНКАКАФ 2009 - 1-й етап    | 1    |          |
| 11-07-2009 | Фоксборо (Массачусетс) | США       | 2 – 2     | Гаїті   | Кубок КОНКАКАФ 2009 - 1-й етап    | 1    |          |
| 18-07-2009 | Філадельфія            | США       | 2 – 1     | Панама  | Кубок КОНКАКАФ 2009 - чвертьфінал | -    |          |
| 23-07-2009 | Чикаго                 | Гондурас  | 0 – 2     | США     | Кубок КОНКАКАФ 2009 - півфінал    | -    |          |
| 26-07-2009 | Східний Рутерфорд      | США       | 0 – 5     | Мексика | Кубок КОНКАКАФ 2009 - Фінал       | -    |          |
| Усього     |                        | Матчів    | 5         |         | Голів                             | 2    |          |

## Досягнення
- Володар Золотого кубка КОНКАКАФ: 2013
- Срібний призер Золотого кубка КОНКАКАФ: 2009